# Edythe Broad
Pour les articles homonymes, voir Broad.
Edythe Broad, née Edythe Lawson en 1936, est une collectionneuse d'art et philanthrope américaine. Avec son mari, l'homme d'affaires Eli Broad, elle a collectionné des milliers d'œuvres d'art et soutenu de nombreuses initiatives artistiques telles que l'Opéra de Los Angeles et l’édification du musée The Broad. Elle continue ces activités après la mort de son époux, et est considérée comme une des grandes collectionneuses internationales défendant une certaine vision de l’art contemporain, et soutenant des initiatives dans ce domaine.

## Biographie
Née en 1936 à Détroit d'une femme au foyer et d'un chimiste, Edythe Lawson fréquente l'école publique et apprécie particulièrement les voyages scolaires au Detroit Institute of Arts
Lorsque Edythe Lawson est adolescente, elle rencontre Eli Broad. Ils se marient en 1954. Son père donne à son mari et à son cousin l'argent nécessaire pour lancer sa première entreprise, et le couple s'enrichit considérablement grâce à cette entreprise et aux suivantes. Ils ont eu deux fils, Jeffrey et Gary. En 1963, Edythe Broad et sa famille s'installent à Los Angeles. Edythe Broad se promène dans les galeries du boulevard La Cienega et commence à acquérir des œuvres d'artistes de Californie du Sud.
Elle fait la connaissance de marchands d'art. En 1972, Edythe Broad et son mari achètent un dessin de Van Gogh intitulé Cabanes à Saintes-Maries (datant de 1888), pour 95 000 $. Puis, le couple se concentre de plus en plus sur l'art d'après-guerre et contemporain. Ils échangent ainsi le Van Gogh dans une transaction pour acquérir une œuvre de Robert Rauschenberg.
Edythe Broada aime entretenir des relations amicales avec les artistes contemporains dont les créations l’intéressant, dans les années 1970. Son mari est un homme d’affaires pressé, mais elle a davantage ce coup d'œil lui permettant de déceler les œuvres marquantes. Elle apprécie de prendre son temps pour découvrir un artiste, sa vie, son processus de création. Roy Lichtenstein lui offre plusieurs sculptures à la suite de leur rencontre, et Edythe Broad et Dorothy Lichtenstein font même du yoga ensemble.
Elle et son mari ont acquis environ 2000 œuvres d'art évaluées à plus de 2 milliards de dollars, mais souvent achetées à un moment où leur créateur était encore peu connu. Ils ont aussi soutenu financièrement diverses collections et musées d'art, comme le Musée d'Art contemporain de Los Angeles, en 2008, ou encore le Musée d'Art du comté de Los Angeles en 2003.
Elle possède également une collection de bijoux pré-colombiens.
Elle participe à la sélection d'Elizabeth Diller pour être l'architecte du musée The Broad, un musée d'art financé en grande partie par le couple et qui a ouvert ses portes en 2015 à Los Angeles, via un concours d'architecture,. Le musée est inauguré par elle et son mari le 20 septembre 2015.
Edythe Broad est aussi une mécène notable de la musique classique et de l'opéra, et est une proche de Plácido Domingo. C'est à elle que l'on doit la création des salles de spectacle musicales Broad Stage (le centre des arts de la scène du Santa Monica College) et Edye (une salle de spectacle adjacente). Les Broad ont fait don de 6 millions de dollars à l'Opéra de Los Angeles pour amener le cycle d'opéra Der Ring des Nibelungen de Richard Wagner à Los Angeles pour la saison 2009-2010.
Le couple adhère également au Giving Pledge, un engagement des personnes fortunées à donner au moins la moitié de leur fortune à des œuvres caritatives. Ils soutiennent financièrement différentes causes notamment dans le domaine de l’éducation mais aussi de la recherche médicale via la Broad Foundation. 
Son mari meurt en 2021. Elle continue pour autant ses activités de collectionneuse, avec une notoriété internationale, un engagement maintenu pour le rayonnement de l’art contemporain et ses activités philanthropiques.